# Souillac (Mauritius)
Souillac – miasto na Mauritiusie; stolica dystryktu Savanne. Według danych szacunkowych, w 2014 roku liczyło 4463 mieszkańców